# One Dozen Berrys
One Dozen Berrys är ett musikalbum av Chuck Berry, utgivet 1958 på skivbolaget Chess. Här finns lite av varje, hitsinglarna "Sweet Little Sixteen" och "Rock and Roll Music", den kända "Reelin' and Rockin' ", ballader, blues och även latininspirerad musik.

## Låtlista
Alla låtar skrivna av Chuck Berry.
1. "Sweet Little Sixteen"
2. "Blue Feeling"
3. "La Jaunda (Espanola)"
4. "Rockin' at the Philharmonic"
5. "Oh Baby Doll"
6. "Guitar Boogie"
7. "Reelin' and Rockin'"
8. "In-Go"
9. "Rock and Roll Music"
10. "How You've Changed"
11. "Low Feeling"
12. "It Don't Take But a Few Minutes"

## Medverkande
- Chuck Berry - gitarr, sång
- Fred Below - trummor
- Ebbie Hardy - trummor
- Willie Dixon - bas
- Johnnie Johnson - piano
- Lafayette Leake - piano
- Hubert Sumlin - gitarr